# 라크주 (코트디부아르)

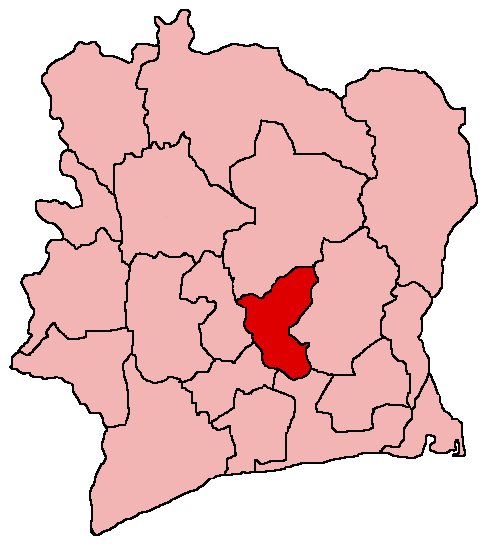
라크주

라크주(프랑스어: Lacs)는 코트디부아르에 존재했던 행정 구역이다. 주도는 야무수크로이며 면적은 8,940km2, 인구는 597,500명(2002년 기준)이었다. 3개의 하위 행정 구역(티에비수, 투모디, 야무수크로)을 관할했다.